# Vetenskapsåret 1938

## Händelser

### Arkeologi
- 22 december - Marjorie Courtenay-Latimer upptäcker en kvastfening i en fiskfångst i Sydafrika, tidigare bara observerad i flera miljoner år gamla fossil.

### Astronomiochrymdfart
- 28 juni - En meteorit om 450 ton slår ner vid Chicora, Pennsylvania i USA.

### Fysik
- Okänt datum - Det första lyckade försöket att genomföra nukleär fission genomförs i Berlin av Otto Hahn, Lise Meitner och Fritz Strassmann.

### Kemi
- 20 september - företaget Dupont, i Wilmington, Delaware, erhåller patent för ”Nylon” (patent US 2130948,[1] ansökan 9 april 1937 av Wallace Carothers)

### Teknik
- 6 april - Roy J. Plunkett hos DuPont upptäcker polytetrafluoretylen (Teflon).

## Pristagare
- Copleymedaljen: Niels Bohr
- Darwinmedaljen: Frederick Orpen Bower
- De Morgan-medaljen: John Littlewood
- Nobelpriset: [2]
  - Fysik: Enrico Fermi
  - Kemi: Richard Kuhn
  - Fysiolog/Medicin: Corneille Heymans
- Penrosemedaljen: Andrew Lawson
- Wollastonmedaljen: Maurice Lugeon [3]

## Födda
- 7 mars  
  - David Baltimore, amerikansk fysiker, nobelpristagare.
  - Albert Fert, fransk fysiker, nobelpristagare.
- 26 mars – Anthony J. Leggett, brittisk-amerikansk fysiker, nobelpristagare.
- 3 september – Ryoji Noyori, japansk kemist, nobelpristagare.
- 4 oktober – Kurt Wüthrich, schweizisk biolog, nobelpristagare.

## Avlidna
- 13 maj – Charles Édouard Guillaume, schweizisk-fransk fysiker, nobelpristagare.

### Fotnoter
1. ↑   patent US 2130948, Google Patents /patents.google.com (läst 14 augusti 2025)
2. ↑  ”Nobelpriset”. http://nobelprize.org/nobel_prizes/lists/all/index.html. Läst 10 april 2011.
3. ↑  ”Geological Society”. Arkiverad från originalet den 5 juni 2011. https://web.archive.org/web/20110605102217/http://www.geolsoc.org.uk/gsl/society/history/page750.html. Läst 14 april 2011.